# Эксперимент «Маленький Альберт»
Эксперимент «Маленький Альберт» или «Крошка Альберт» — эксперимент, проведенный Джоном Б. Уотсоном и его ассистентом Розали Рейнер в конце 1919 года на территории университета Джонса Хопкинса. Главные цели эксперимента — доказать истинность бихевиористической теории и посредством внешних стимулов вызвать психическую реакцию там, где её раньше не было у психически стабильного ребёнка.
Процесс эксперимента был снят на видео и позже опубликован.

## Процесс
Уотсон и Райнер выбрали для проведения эксперимента девятимесячного ребёнка из приюта. В начале исследования Альберт прошел ряд базовых эмоциональных тестов: ребёнку поочерёдно показывали ручную белую крысу, белого кролика, белую вату, маску Санта-Клауса с белой бородой, горящую газету и хлопковую пряжу. Испытуемый не испытывал чувства страха перед этими предметами. Через два месяца Уотсон и Райнер приступили к формированию реакции страха у Альберта. Ребёнка поместили в центре комнаты, рядом с ним положили белую крысу, с которой ему разрешали поиграть. В тот момент, когда Альберт касался крысы, Уотсон бил железным молотком по металлической пластине, находясь в этот момент за спиной ребёнка. Это было сделано для того, чтобы малыш не видел, откуда исходит звуковой сигнал. После неоднократных повторений Альберт начал избегать контактов с крысой, при виде животного он начинал плакать и быстро отползал в сторону. Первый этап эксперимента был завершен закреплением рефлекса страха у ребёнка на крысу. Крыса, которая первоначально являлась нейтральным стимулом, стала вызывать эмоциональный отклик.
После пятидневной паузы исследование продолжилось. Необходимо было провести проверку — произошел ли перенос реакции страха на другие предметы, которые демонстрировались Альберту наряду с белой крысой. Выяснилось, что ребёнок действительно испытывал сильный страх по отношению к белому кролику, хлопковой пряже и маске Санта-Клауса, однако реакция выражалась в разной степени и не на все предметы. Позже Уотсон и Райнер планировали устранить все вызванные реакции страха, но ребёнка забрали из больницы, где проводилось исследование.

## Результаты эксперимента
Подробные результаты эксперимента были опубликованы в февральском выпуске журнала «Экспериментальная психология» за 1920 год. Позже Уотсон провел серию лекций, описывающих процесс проведения исследования.
Что касается этических соображений, то на момент проведения эксперимента не существовало никаких препятствий по его осуществлению на законодательном уровне. Тем не менее, в 1970-х, когда стало известно, что психологи злоупотребляют подобными экспериментами, была создана специальная комиссия NCPHS (National Commission for the Protection of Human Subjects), целью которой является защита прав людей, участвующих в психологических экспериментах. В соответствии со стандартами данной комиссии, эксперимент «Маленький Альберт» не был бы разрешен к проведению.

## Личность «Маленького Альберта»
Достоверной информации о том, как сложилась дальнейшая судьба ребёнка, нет, но, согласно некоторым источникам, истинной личностью «Крошки Альберта» является Уильям Баргер. Его мать работала в той больнице, где проводился эксперимент, а племянница Баргера заявила, что дядя всю жизнь боялся собак, за что подвергался насмешкам со стороны членов семьи. Исследователи, занимающиеся данным вопросом, отметили, что нет никакого способа проверить, является ли данная фобия побочным эффектом эксперимента, а также заявили, что Уильям Баргер не знал о своей роли в качестве подопытного.